# Pierre Julian
Pierre Julian (* 19. Oktober 1896 in Le Thor; † 20. Oktober 1957 in Clermont-Ferrand) war ein französischer Okzitanist und Dichter okzitanischer Sprache.

## Leben und Werk
Pierre Julian war Jurist und zuletzt Richter in Clermont-Ferrand. Die vor 1914 von seinem Vater Charles Julian begonnene Anthologie des provenzalischen Félibrige, die dem Vorbild der Anthologie des poètes français contemporains von Gérard Walch (1865–1931) und der Bände Les poètes du terroir du xve au xxe siècle von Adolphe van Bever (1871–1927) folgte, brachte er mit Hilfe von Pierre Fontan für die Poesie in zwei Bänden zum Abschluss. Der zur Prosa geplante Band erschien nicht.
Eine gewisse bibliothekarische Verwirrung entstand dadurch, dass der am Ende des Vorworts genannte „Sohn Pierre“ als Bandautor „Ch.-P. Julian“ heißt und das Vorwort mit „Ch. P. Julian“ unterzeichnet.
Julian legte 1953 eine Bühnenfassung von Mistrals Mirèio vor und wurde 1953 zum Majoral (Akademiemitglied) des Félibrige gewählt (Sitz: Cigalo de Pourchiero).

## Werke (Auswahl)
- (Hrsg. mit Pierre Fontan) Anthologie du Félibrige provençal. 1850 à nos jours, poésie. 2 Bde. Delagrave, Paris 1920–1924. Unter dem Namen „Ch.-P. Julian“ auf dem Titelblatt bzw. ohne Bindestrich am Ende des Avertissement
  - 1. Les fondateurs du félibrige et les premiers félibres
  - 2. Des poètes de la deuxième génération aux poètes actuels
- (Hrsg.) Jean-Henri Fabre: Poésies françaises et provençales. Delagrave, Paris 1925. CPM-Petit, Raphèle-Les-Arles 1980. (zweisprachig)
- Miréio. Adaptation dramatique française du poème de Frédéric Mistral. Le Monde français, Paris 1950.
- La Perle noire du Comtat. Le Nombre d’or, Carpentras 1974. (Vorwort von Georges Brun)
- (Hrsg.) Anselme Mathieu: Contes provençaux et oeuvres diverses. M. Petit, Raphèle-lès-Arles 1990.